# Zelotes doddieburni
Zelotes doddieburni är en spindelart som beskrevs av FitzPatrick 2007. Zelotes doddieburni ingår i släktet Zelotes och familjen plattbuksspindlar. Inga underarter finns listade i Catalogue of Life.